# Sattelpferd und Handpferd

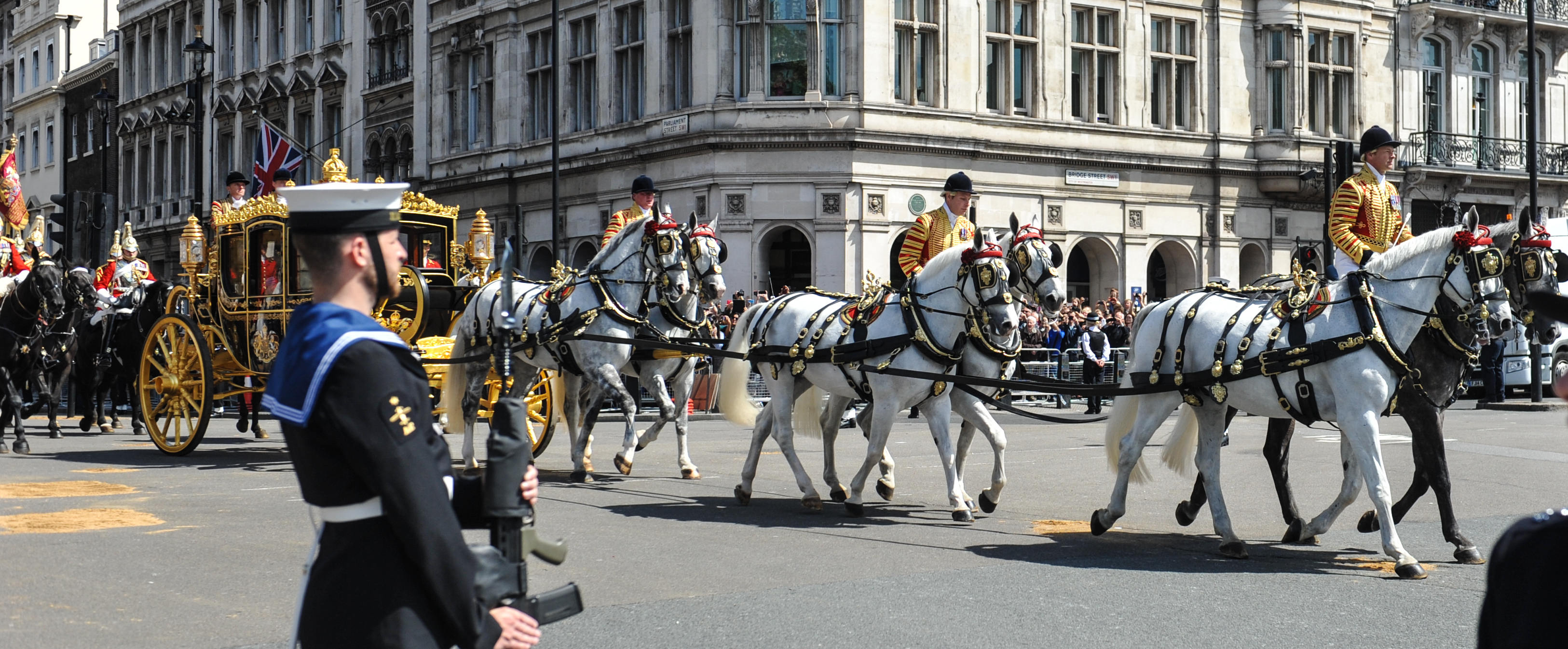
Auf jedem Sattelpferd sitzt ein Vorreiter

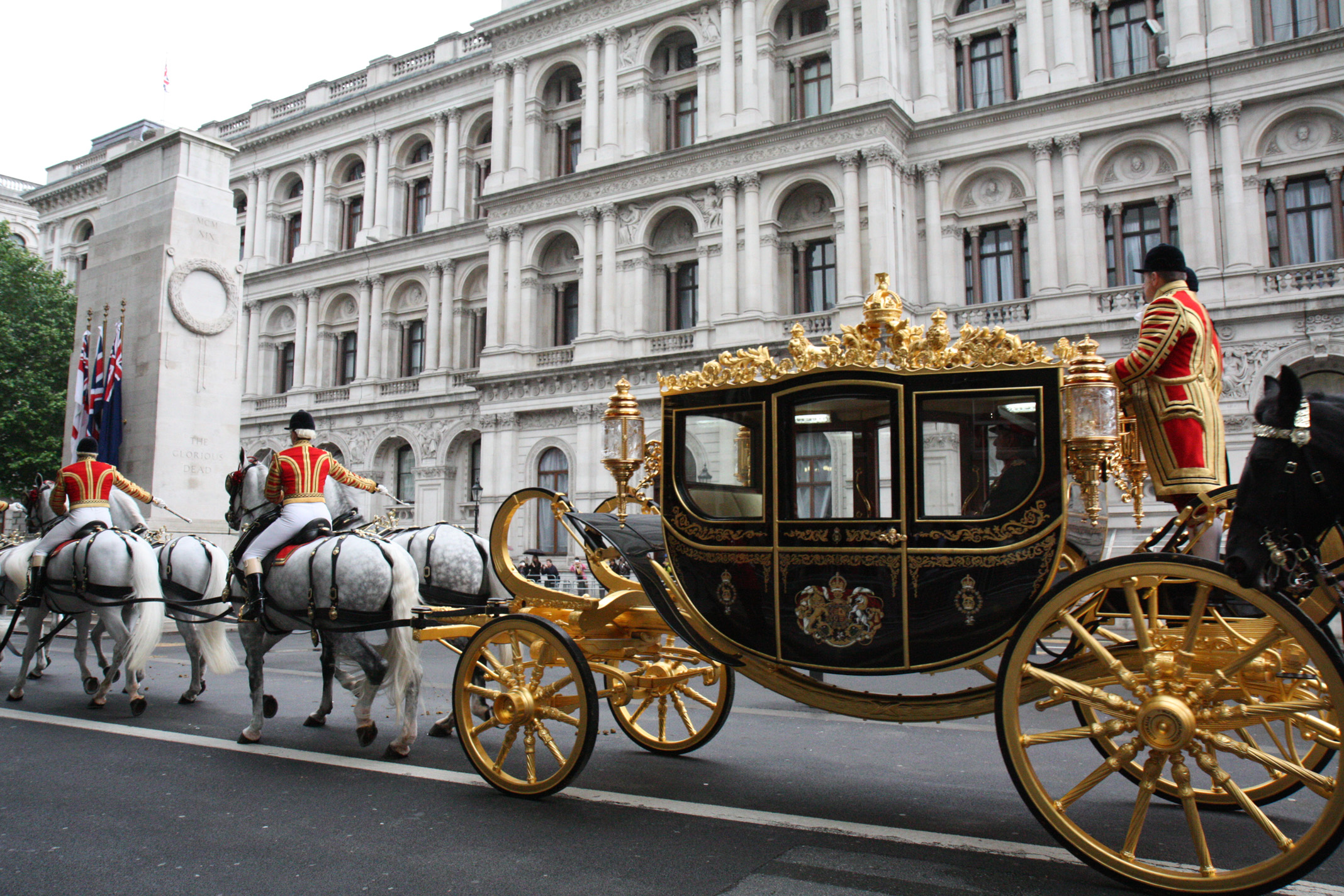
Staatskarosse ohne Kutschbock, gefahren à la Daumont, jeder Vorreiter lenkt sein Handpferd

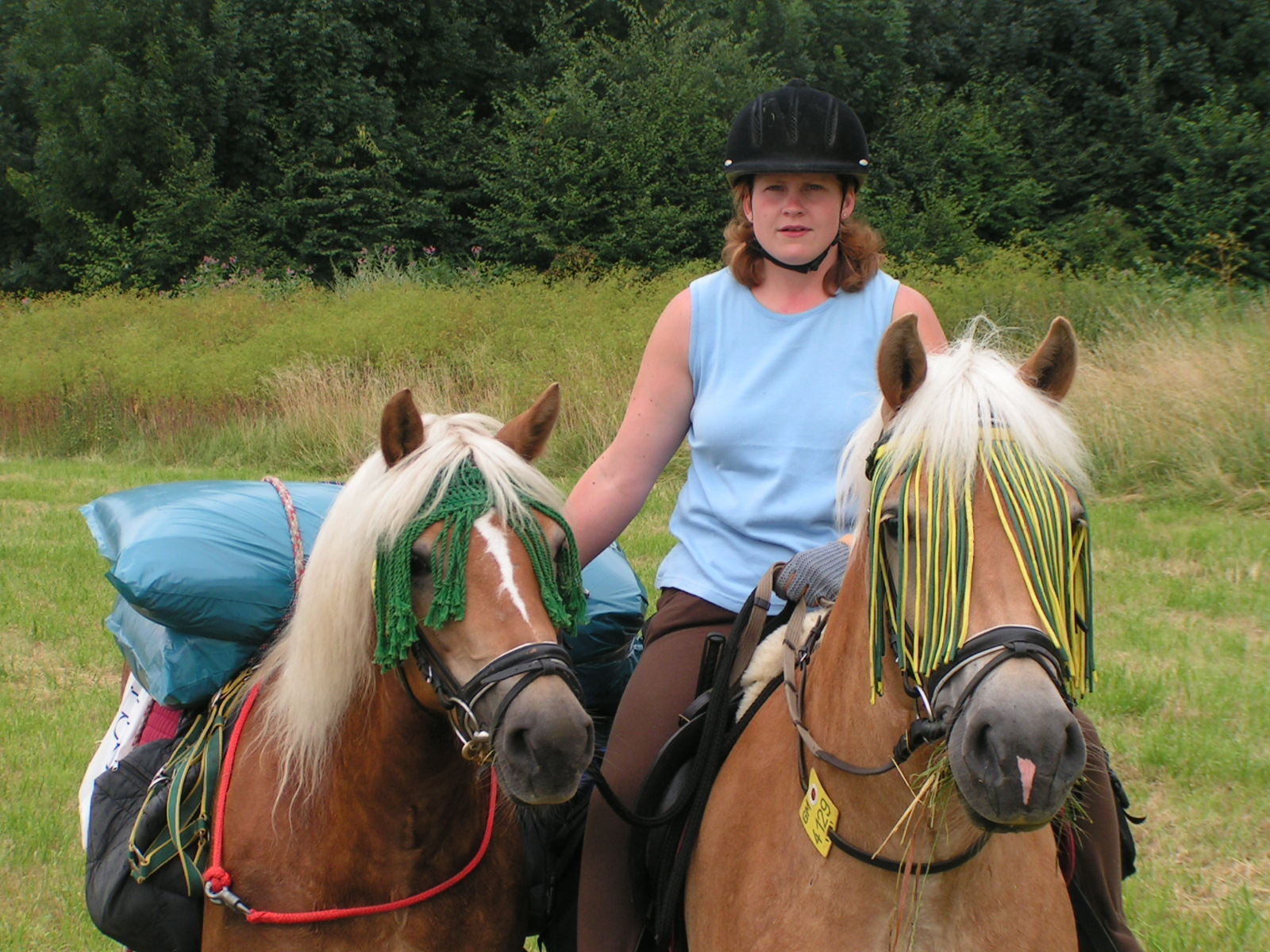
Wanderreiten mit Packpferd an der Hand

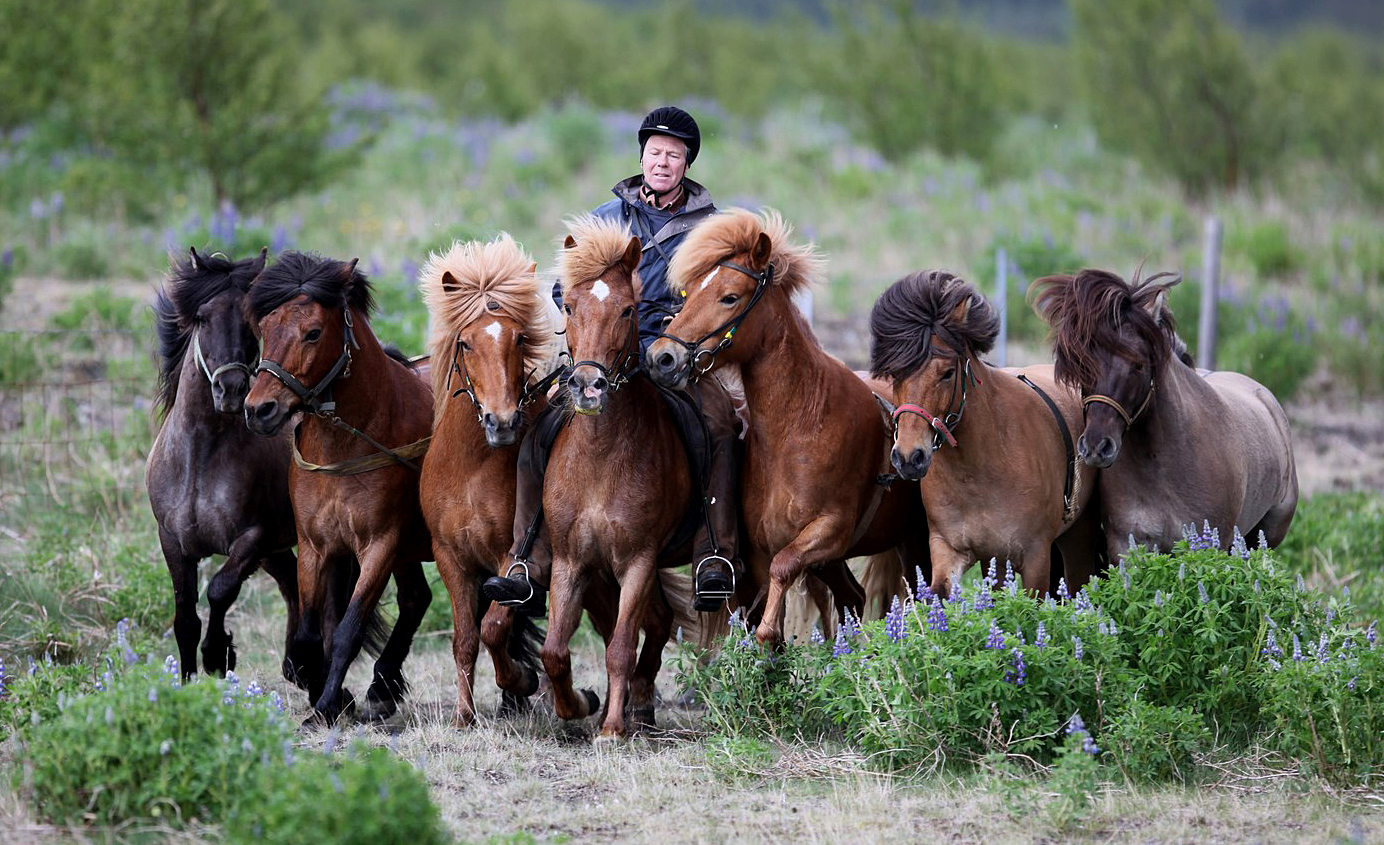
Mehrere Handpferde

Sattelpferd wird dasjenige Pferd in einem Gespann genannt, das einen Reitsattel trägt. Es befindet sich immer auf der linken Seite. Das Pferd, welches rechts davon läuft und nicht beritten wird, nennt man Handpferd.

## Fahren
Bei einem gerittenen Gespann wird nicht vom Wagen aus gelenkt, sondern vom Pferd. Beim Fahren à la Daumont benötigt der Wagen keinen Bock, dies gab es beim Militär (Reitende Artillerie) oder bei repräsentativen Gespannen.
Bei Gespannen mit vier, sechs oder bis zu zehn Zugpferden ist das Lenken aller ziehenden Tiere eine Herausforderung, welcher die wenigsten Kutscher dauerhaft gewachsen sind, insbesondere im Verkehr oder bei Paraden mit großen Menschenmengen. Das Gewicht der Lederleinen wird mit jedem Pferdepaar größer. Schon bei einem Vierspänner ist einiges an Kraft nötig, um die Leinen zu halten. Um stockendes Vorwärtskommen und Unfälle zu verhindern, werden Reiter auf die Sattelpferde gesetzt, die so abschnittsweise oder vollständig (bei Fehlen eines eigenen Kutschers) die Gruppe der Zugpferde zuverlässig zu lenken vermögen.
Die Reiter der Sattelpferde werden Vorreiter (früher auch Pikör) genannt. Von dort lenken sie mit einem Zügel das rechte Pferd (Handpferd). Mitunter lenken sie weitere Pferde vor ihnen. Oft ist es so, dass jedes Pferdepaar, das bei schwerem Zug oder am Berg vorgespannt wird, einen eigenen Vorreiter hat.

## Reiten
Handpferde gibt es nicht nur im Fahrsport, sondern auch im Reitsport. Im Straßenverkehr werden Handpferde beim Reiten generell auf der rechten Seite geführt, um zu verhindern, dass sie auf die Fahrbahn drängen; in der Schweiz darf ein Reiter höchstens ein Handpferd mitführen (Art. 51 Abs. 1 VRV). 
Das Handpferd kann bei Wanderritten als Packpferd dienen. Ein Reiter kann mehrere Handpferde führen und so die Tiere an einen anderen Ort bringen. Aus verschiedenen Gründen unreitbare Pferde können als Handpferd mitgeführt und so bewegt werden. Beispielsweise kann so ein erwachsener Reiter auch ein kleines Kinderpony bewegen. Pferde mit gesundheitlichen Problemen oder altersbedingt unreitbare Pferde können ohne Belastung neben dem Reiter her laufen.